# Сенес, Лоренцо
Лоренцо Сенес (пол.  Wawrzyniec Senes, годы рождения и смерти неизвестны, 1-я половина 17 в.) — польский архитектор переходного периода от маньеризма к раннему барокко, выходец из Итальянской Швейцарии.

## Жизнеописание
Происходит из кантона Гризон, или Граубюнден, Швейцария. Это крупнейший из кантонов Швейцарии, расположенный на востоке страны.
Сведений об архитекторе осталось мало. Неизвестно, где он овладевал искусством зодчего и кто был его учителями. Жизнь в полиэтнической стране и разноязычном окружении отразилось на написании его фамилии (есть несколько вариантов). В Речи Посполитой, где прошли главные годы жизни и творчества художника, он известен как Wawrzyniec Senes.
В Кракове зафиксировано его пребывание в 1632 году, когда 13 января он приобрел дом напротив Славковских ворот. По предварительным гипотезам находился уже на службе у воеводы Кшиштофа Оссолинского (1587—1645) в селе Уязд, на расстоянии примерно 40 километров западнее Самбора.
Таким образом, Лоренцо Сенес — представитель первой, одаренной генерации итальянских мастеров начала 17 века, приглашенных на работу в Речь Посполитую.
Архитектор Лоренцо Сенес с 4 июня 1633 года стал гражданином города Краков. Известно, что он был женат, жену звали Софья. После получения гонорара за постройку замка Крыжтопор приобрел еще один дом для сына Яна Баттисты.
Замок для воеводы Оссолинского сооружался в распространённом тогда стиле дворец в крепости («palazzo in fortezza»). В таком же стиле сооружён Подгорецкий замок Конецпольского (выстроен в 1635—1640 годах). В пятиугольный двор крепости был вписан необычный план дворца с двумя внутренними дворами — овальным и в виде трапеции. Причудливый по плану дворец правителя имел четыре этажа. В качестве строительного материала использовали местный камень и кирпич. Северный участок на террасах был использован для создания регулярного сада. Четыре башни новой дворцовой постройки олицетворяли четыре времени года, пятьдесят два зала — количество недель в году. Новый дворец сохранил рвы вокруг крепостных стен и бастионы, на которых стояли пушки. Общая площадь замка — 1,3 гектара, периметр крепостных стен — семьсот (700) метров. (Нечто подобное имел замок кардинала Алессандро Фарнезе в Капрарола, Италия. Общая площадь всех помещений замка составляла 70 000 квадратных метров.
Как архитектор и незаурядный инженер, Лоренцо Сенес был задействован на строительстве гигантских зданий. Низкие темпы строительства того времени и сложность их конструкций обусловили небольшое количество сооружений, которые успел построить мастер.

## Замок Крыжтопор, галерея

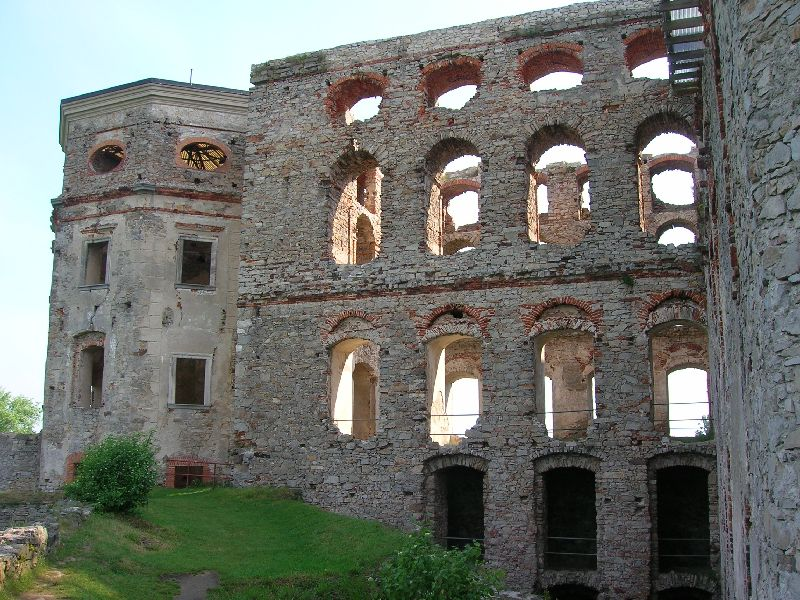

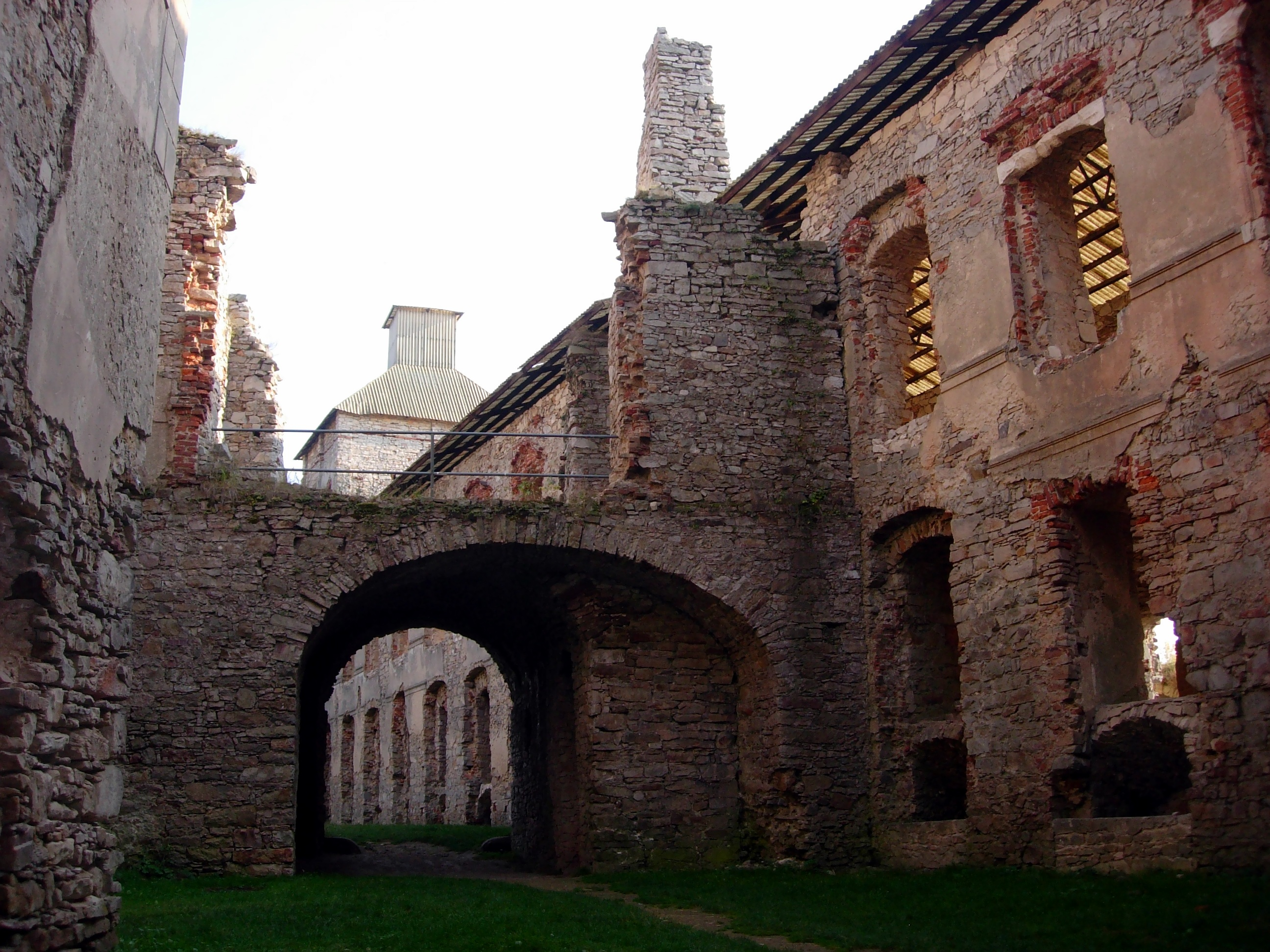
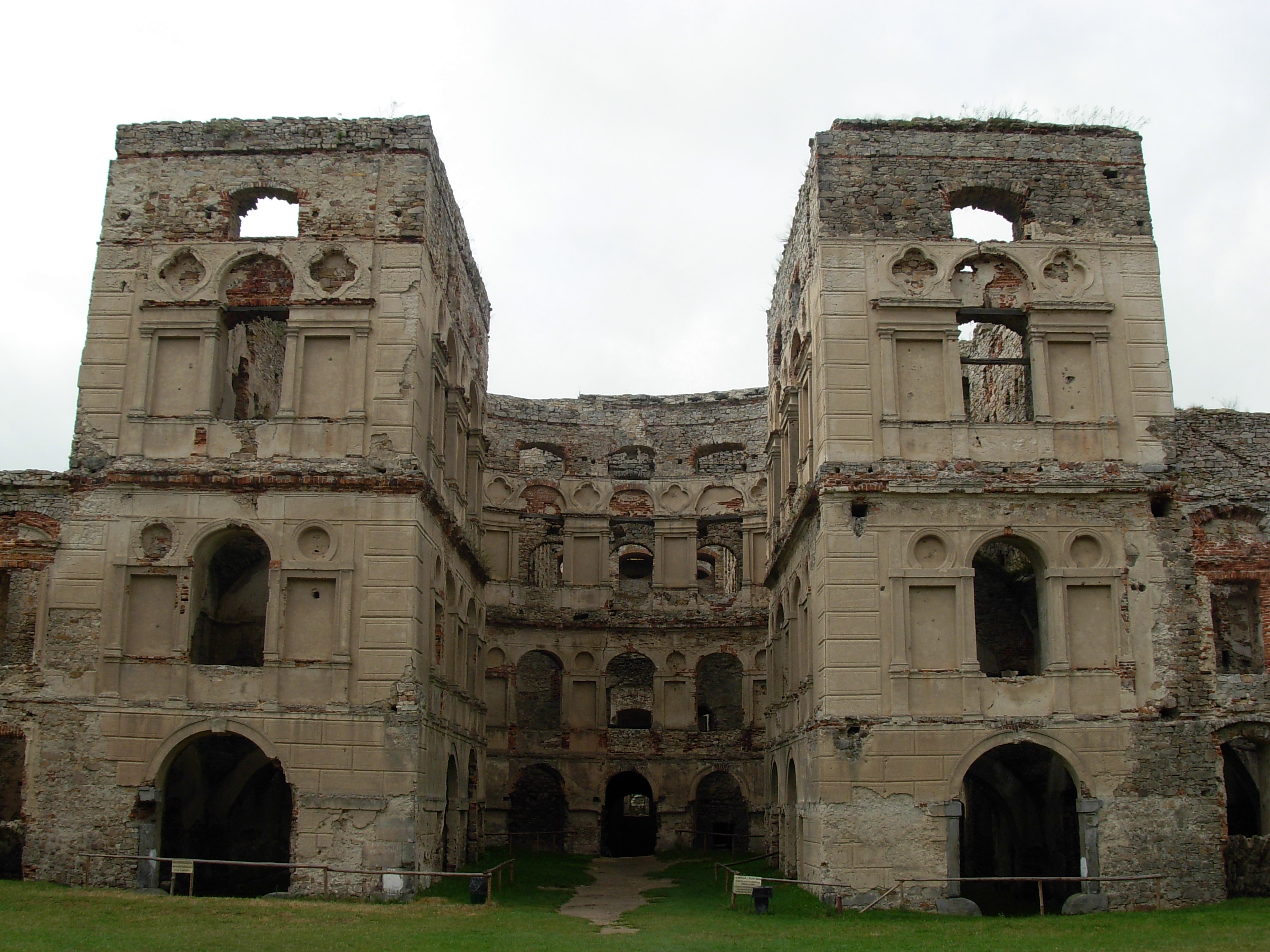
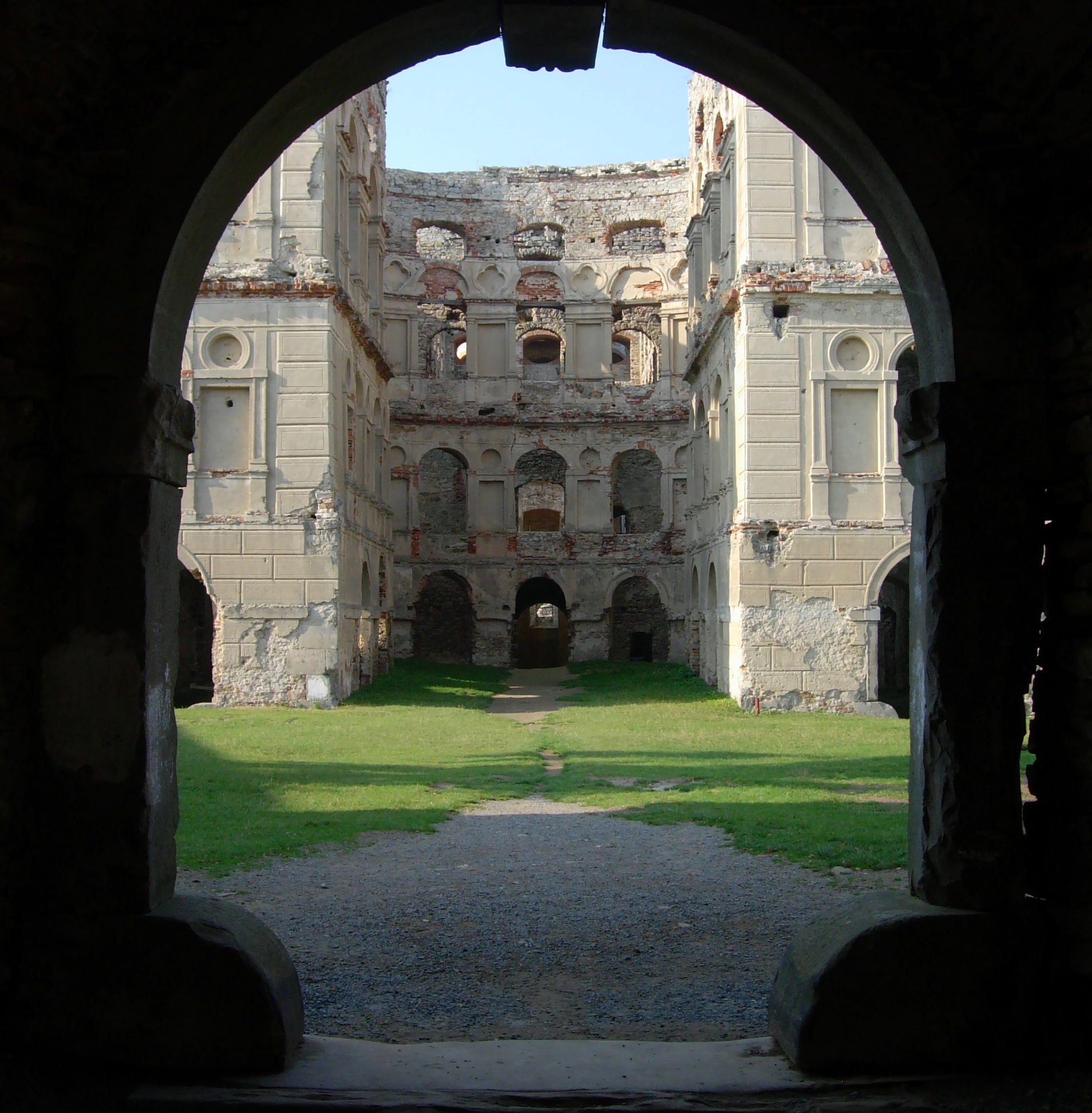
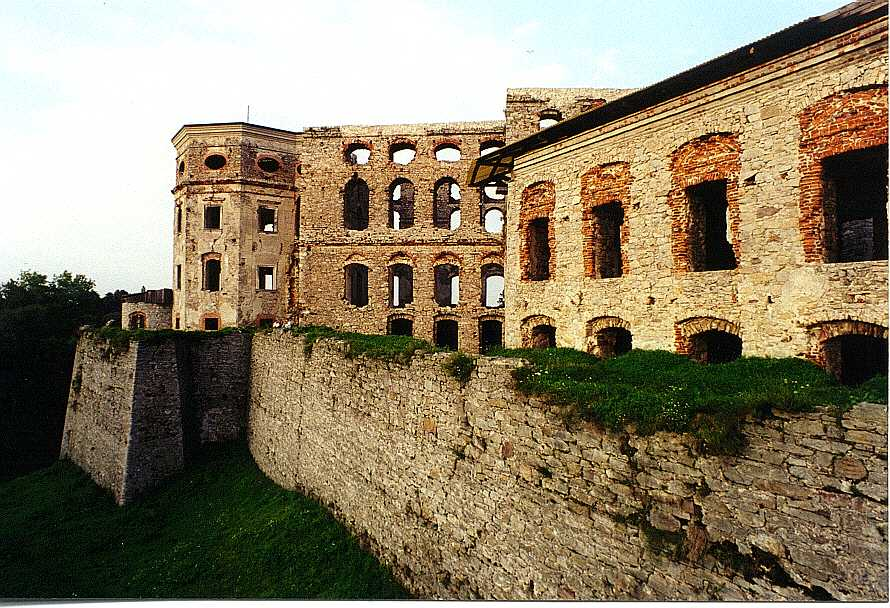
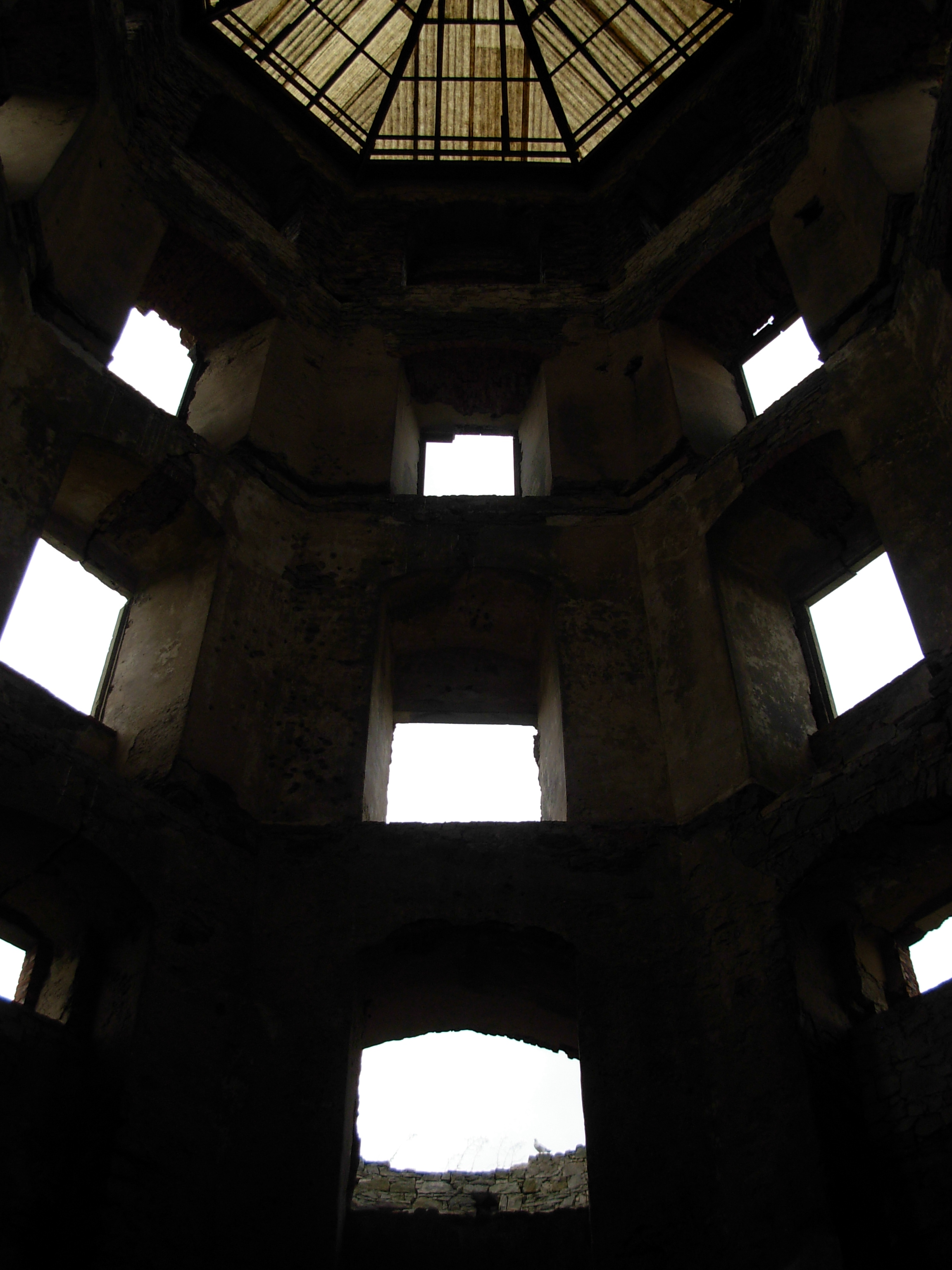
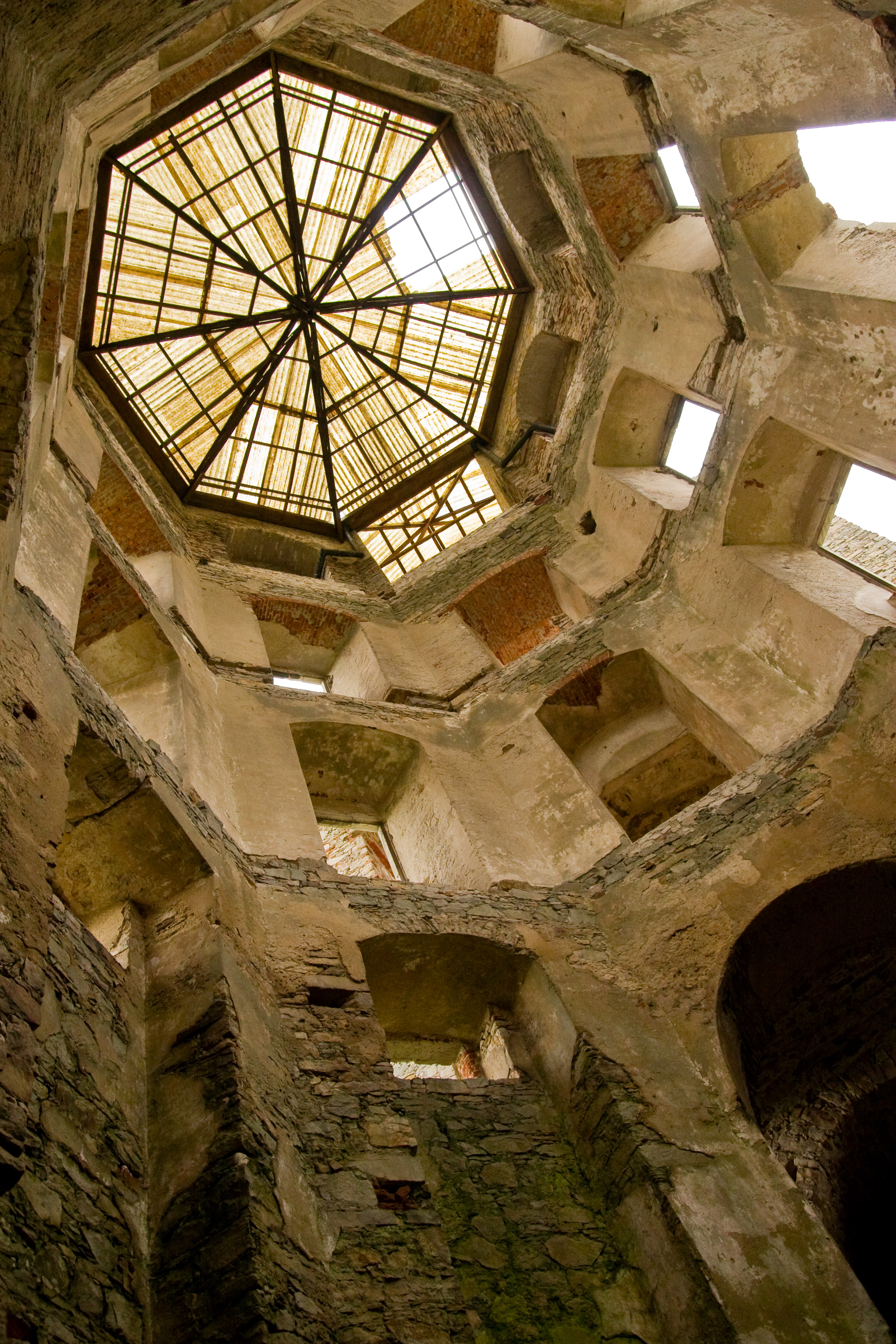
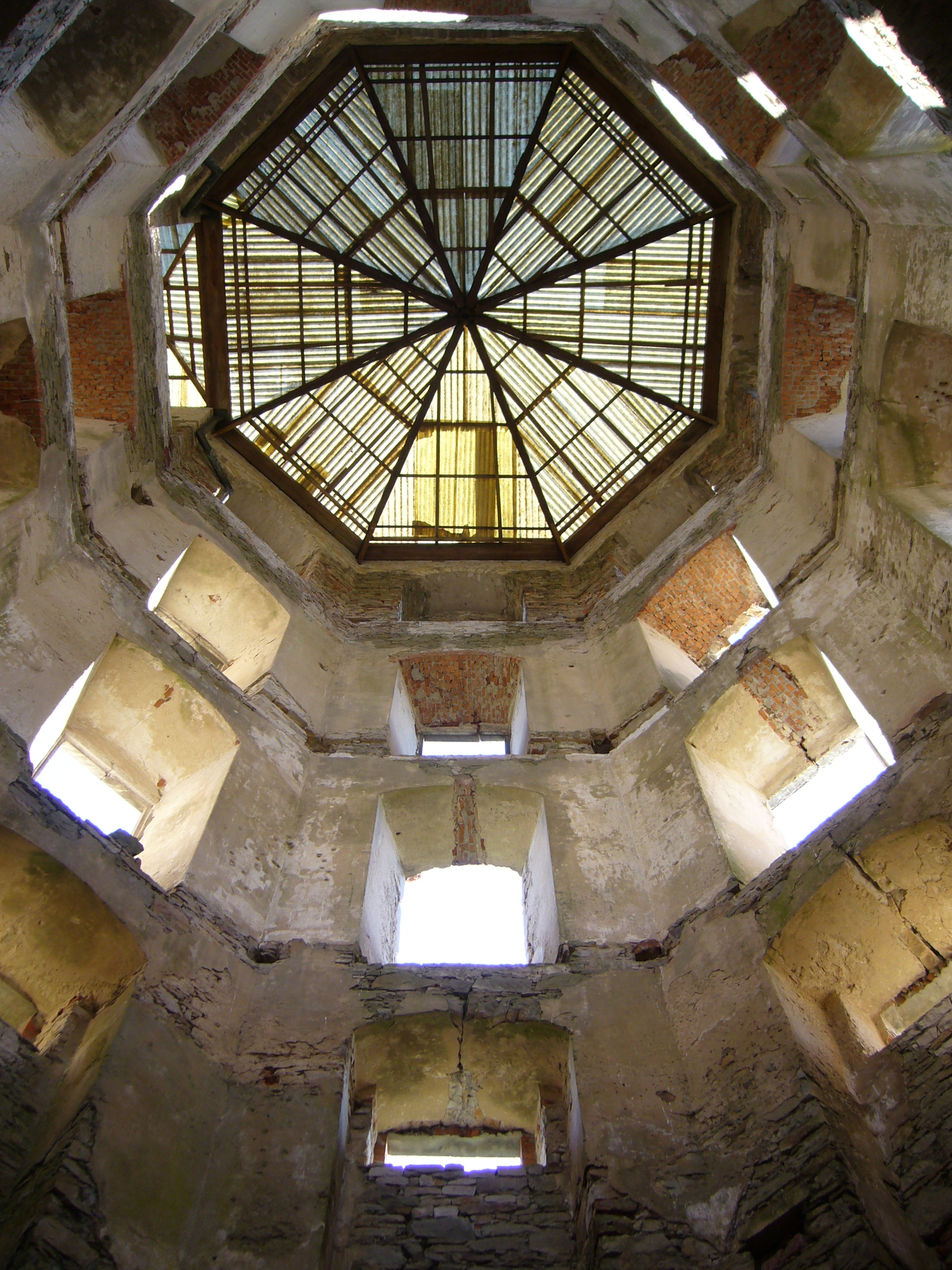
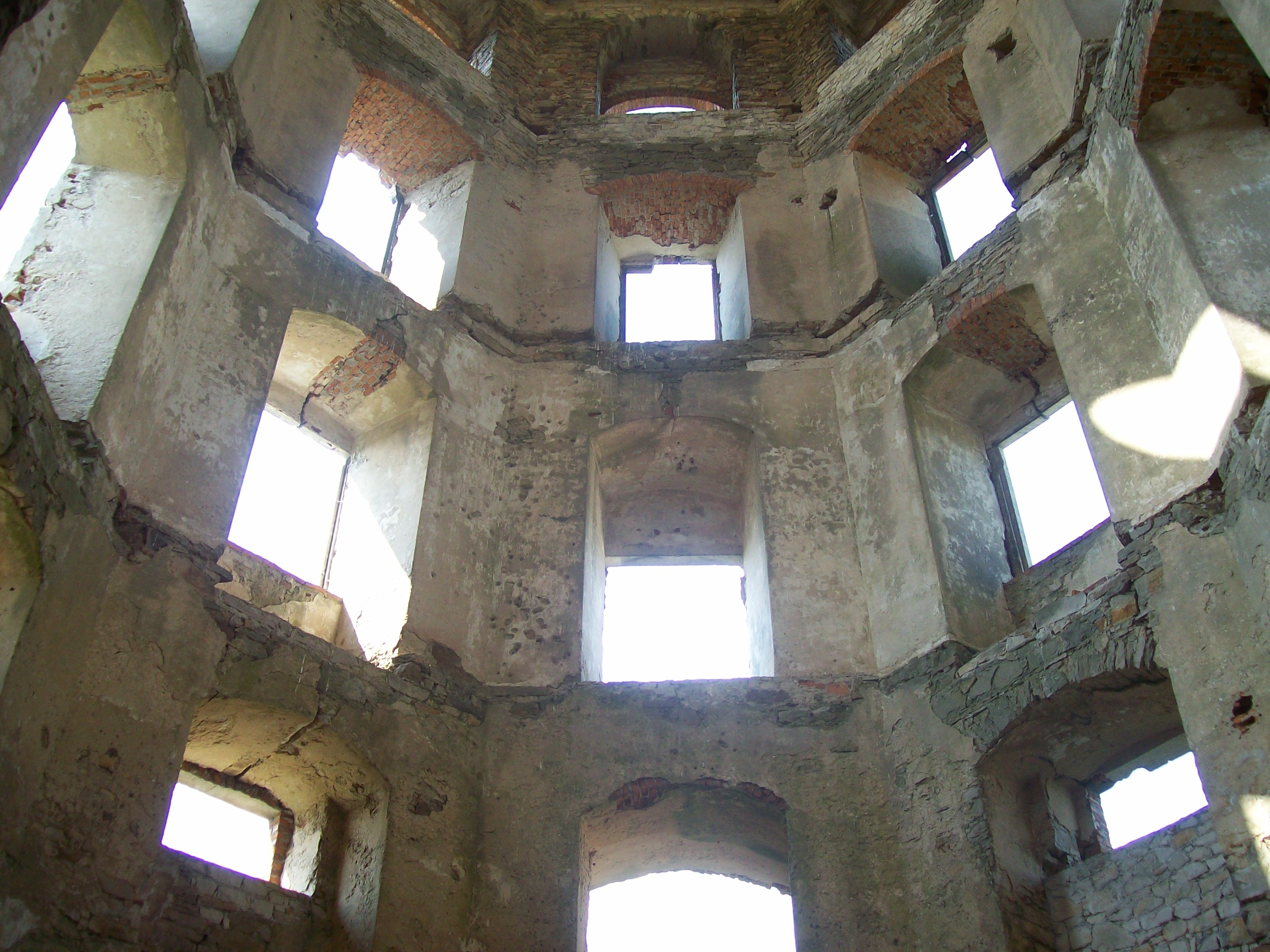
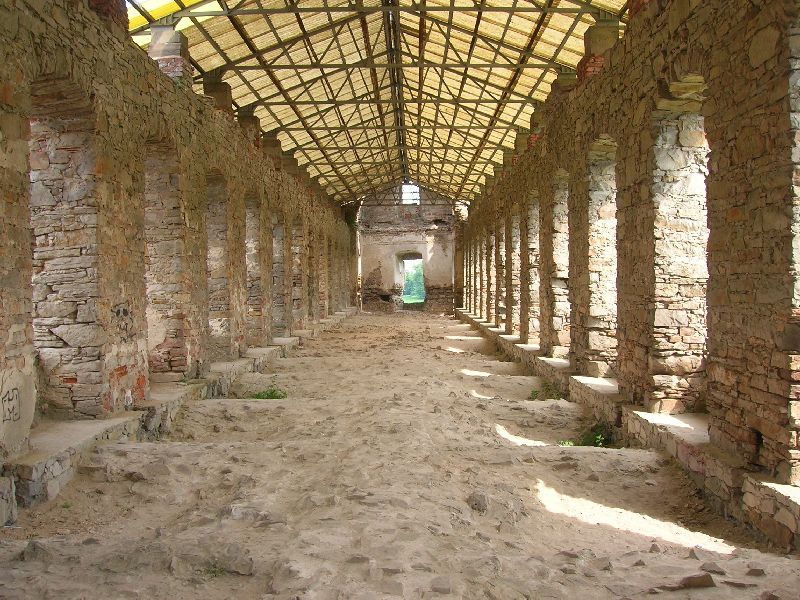
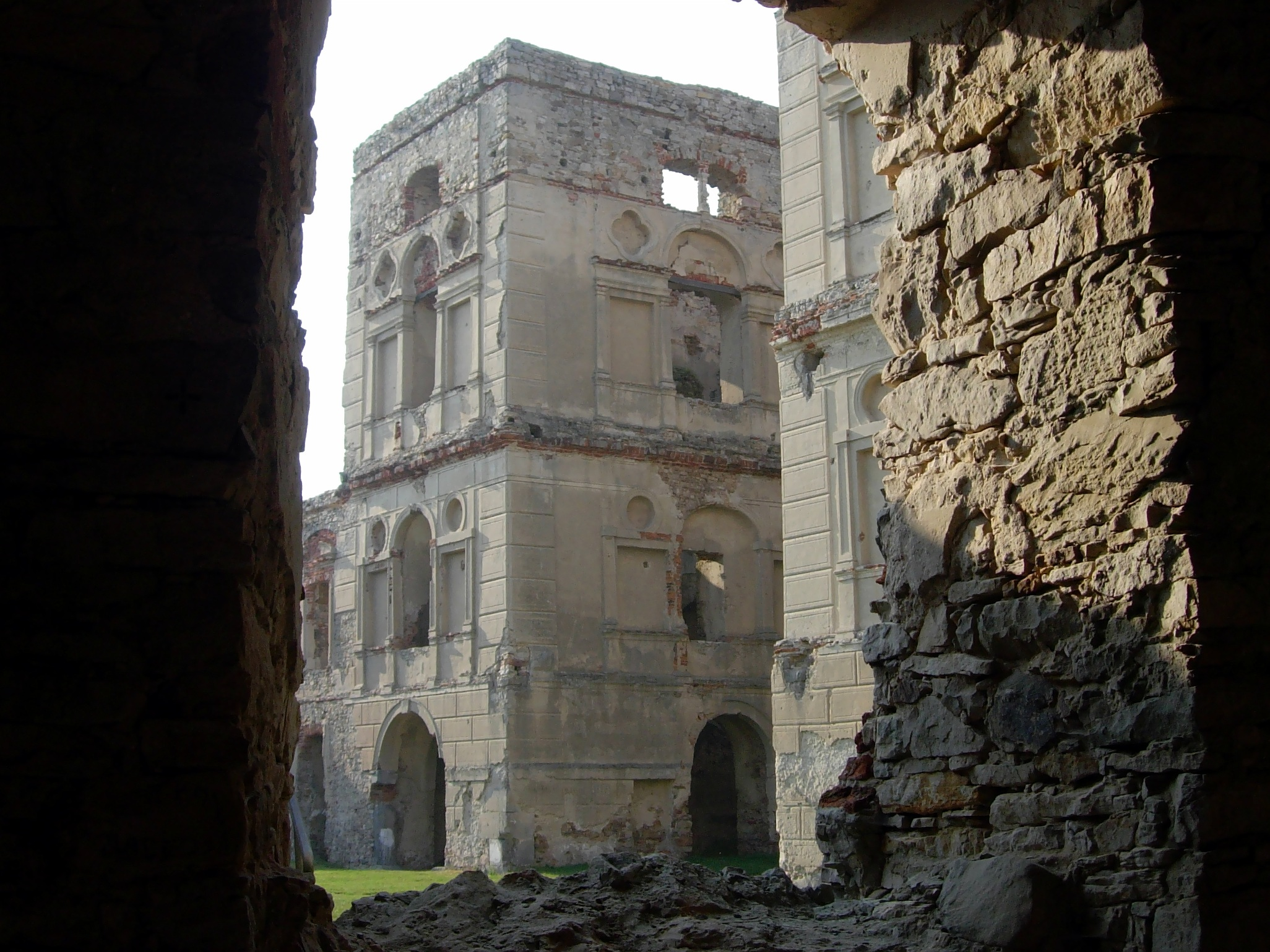
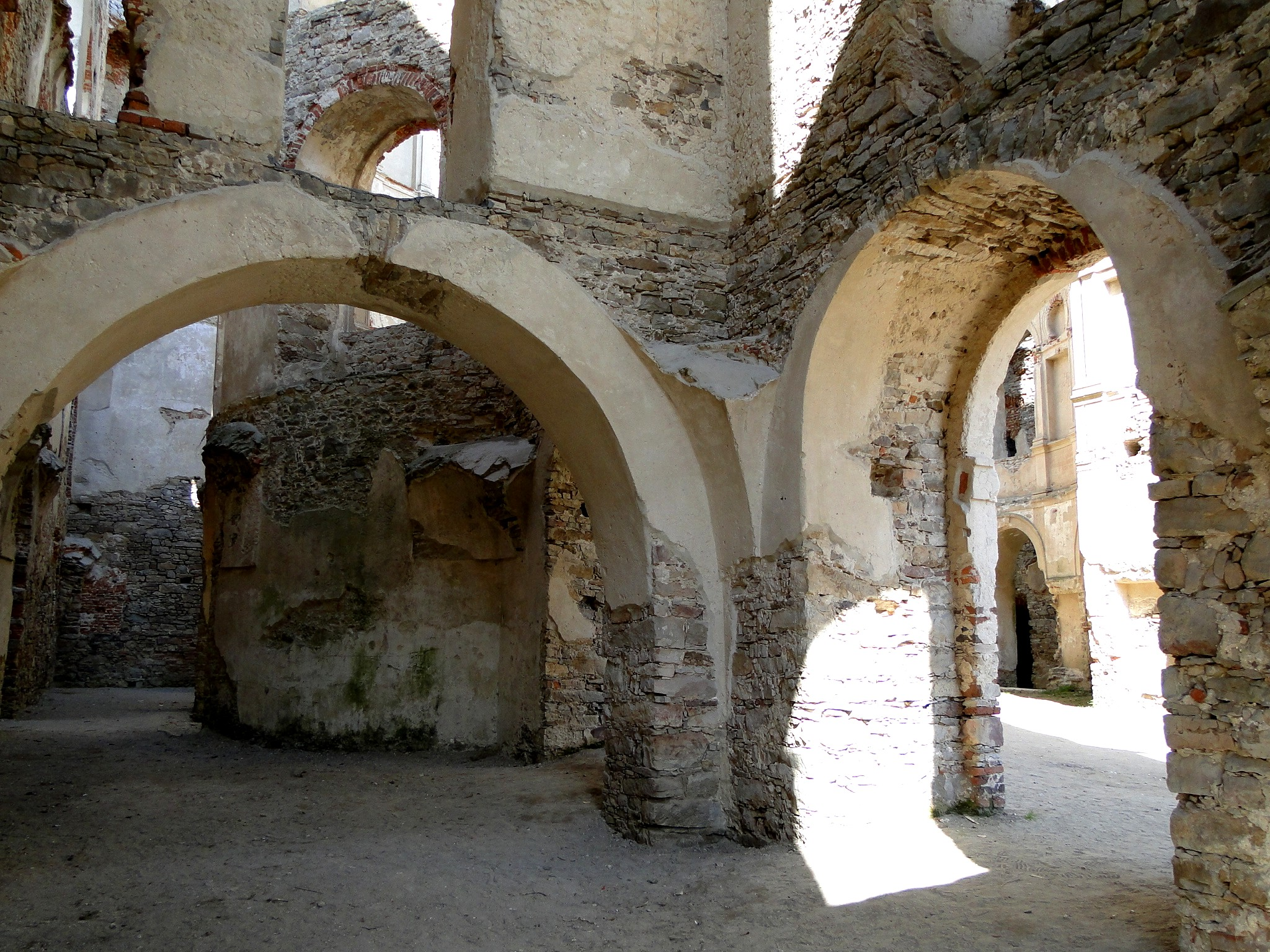
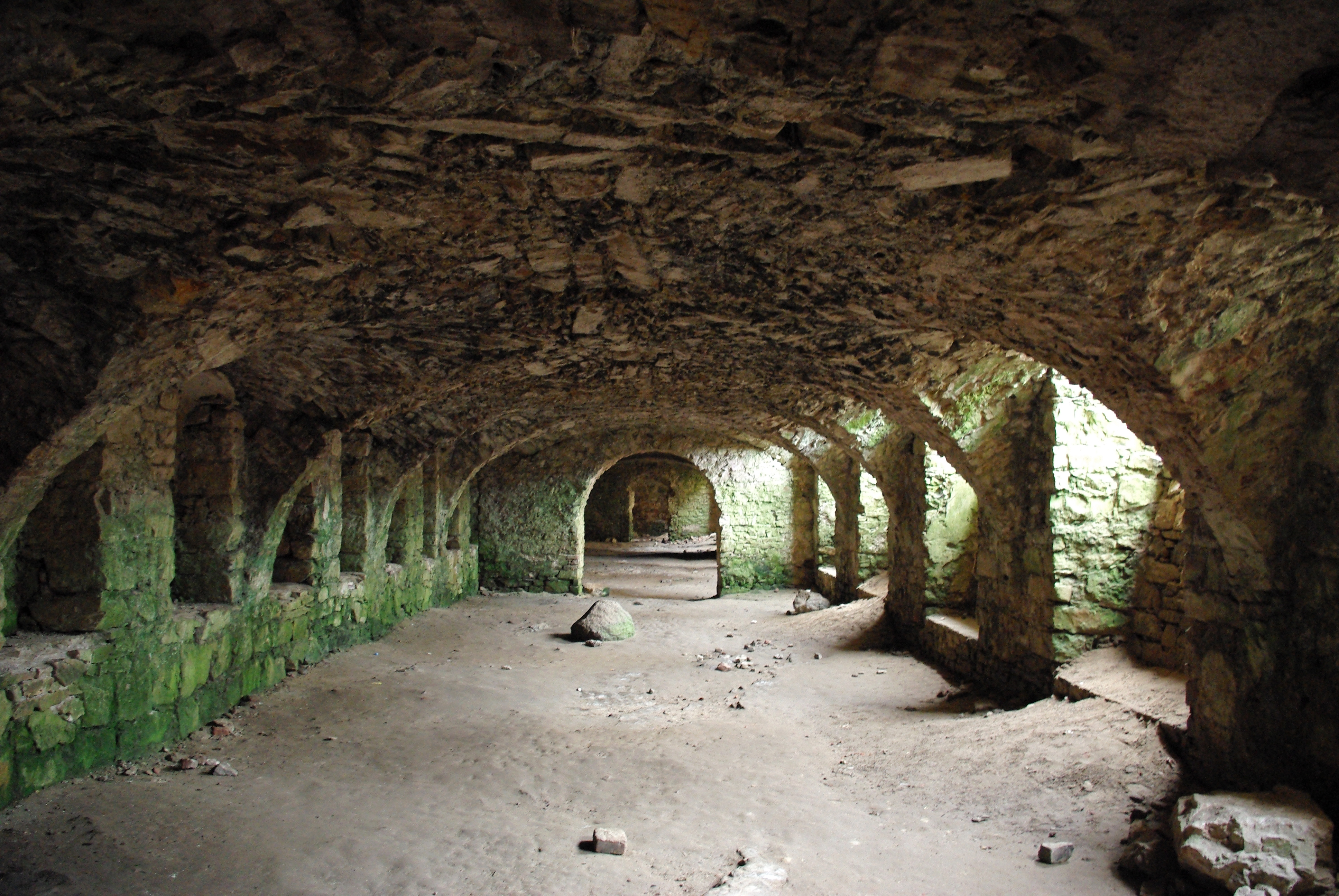